# Коста Ђорђевић
Коста Ђорђевић (Шабац, 31. јул 1885 – Београд, 30. јун 1959) био је официр, дивизијски генерал, командант и војни писац.

## Биографија
Рођен је од мајке Наталије и оца Радојице.
Основну школу и шест разреда гимназије завршио у родном граду. Као питомац 36. класе Ниже (1903—1907) и 22. класе Више школе (1920—1922) завршио је на Војној академији у Београду.
Био је командир Митраљеског одељења 17. пешадијског пука на почетку Балканских ратова. Био је командир IV чете IV батаљона истог пука. Учествовао је у Кумановској, Битољској и Брегалничкој бици.
На почетку Првог светског рата лечен је у Ваљевској болници, а потом био командир Митраљеског одељења у Моравској дивизији 1. позива и командир Митраљеске чете у Вардарској (Југословенској) дивизији.
Након рата се налазио на више значајних дужности. Поред осталог је био помоћник начелника штаба Дринске дивизијске области, командант 2. и 3. батаљона 5. пешадијског пука Краља Милана, командант 5. пешадијског пука Краља Милана и вршилац дужности команданта и командант Дринске дивизијске области у Ваљеву (1939—1941). Године 1927. је унапређен у пуковника, 1935. у пешадијског бригадног генерала, а 1940 у дивизијског генерала.
Од 1924. био је био професор Војне географије на Војној академији. Такође је активно је учествовао у друштвеном животу Ваљева. Децембра 1931. године је изабран за председника Стрељачке дружине Илија Бирчанин у Ваљеву.
Марта 1941. са прозора зграде Команде Дринске дивизије, поручио је грађанима Ваљева да се ће се војска одупрети немачкој сили. У Априлском рату је заробљен као командант Дринске дивизије, у долини Јужне Мораве.
Након повратка из заробљеништва, пензионисан је 1. јула 1945. године.

## Дела
Као професор на Војној академији је објавио више уџбеника:
- „Географија” (1934)
- „Војна географија, Основни део Балканског полуострва, Краљевине Југославије, Арбаније, Грчке, Бугарске, Румуније, Мађарске, Аустрије и Италије” (1935)
- „Одредска бојна гађања” (1938)

## Одликовања
Одликован је Карађорђевом звездом са мачевима IV реда, Орденом белог орла са мачевима IV реда, грчким Ратним крстом, медаљама за храброст и са више мирнодопских одликовања.

## Породица
Његов брат Александар, по занимању правник, је погинуо 1913. године, а брат Милорад (1896—1943) је био вицегувернер Народне банке и министар финансија.
Са Станом, кћерком Михаила Стошића, марвеног трговца из Врања се оженио 1909. године. По други пут се оженио 1919. године, Зорком (1893—1982), ћерком Милана Зарића, професора Ваљевске гимназије.
Две кћери које је имао са Зорком су умрле у раном детињству. Кћи Надежда удата Коцић (1923-1993) је била позната пијанисткиња.